# Македонски глас (1935 – 1939)
Вижте пояснителната страница за други значения на Македонски глас.
„Македонски глас“ (на испански: Lа Voz Macedonica) с подзаглавие Периодически орган на Македонската прогресивна група в Буйнос Айрес е комунистически вестник, излизал в Буенос Айрес, Аржентина от 1935 до 1939 година.

## История
| Годишнина | Броеве | Дати                      |
| --------- | ------ | ------------------------- |
| I - IV    |        | август 1935 - януари 1939 |

Вестникът започва да се издава през август 1935 година в Буенос Айрес. Вестникът се печата на български език с омарчевски правопис, а негов редактор е Никола Янков Поповски. Вестникът се обявява за обединение на македонската емиграция в Аржентина в съюз за подкрепа на ВМРО (обединена). Групата създава свой устав, наречен „Привременен устав на Македонската прогресивна група в Буенос Айрес, Аржентина“. В неговия член 1 се казва:
| „ | ...да подпомага с всички сили и средства борбата на своя поробен и разпокъсан народ за освобождение и обединение на Македония в една независима народна република, като равноправен член на Балканската федерация. | “ |

Част от статиите на вестника се публикуват в софийския вестник „Македонски вести“, а отделно Димитър Влахов пише статии за вестника от Москва.
Вестникът спира през януари 1939 година, тъй като Никола Поповски влиза в конфликт с ръководството на комунистическата група по догматични марксически въпроси.
В юли 1941 година Поповски започва да издава „Балкански глас“.
Вестникът е подновен в 1947 година.